# كحلا (عسير)
قرية كحلا : هي قرية تقع في أقصى جنوب المملكة العربية السعودية القريبة للحدود مع الجمهورية اليمنية وتتبع إدارياً لمنطقة عسير.

## السكان
يقدر عدد سكن قرية كحلا بحوالي 4000 نسمة حسب آخر الإحصائيات، ويقطن قرية كحلا كل من قبيلتي آل شبان وآل مقبول من قبائل آل تليد

## الطبيعة
تعتبر قرية كحلا من القرى الطبيعية في جنوب المملكة حيث يكسوها الغطاء النباتي المتنوع ما بين الحشائش الصغيرية والنباتات المعمرة.
كما تمتاز بجبالها الشاهقة ووديانها الطويلة.

## المناخ
يمتاز مناخ قرية كحلا بالاعتدال في فصل الصيف، والبرودة الشديدة في فصل الشتاء كما تمتاز قرية كحلا بالأمطار الموسمية في جميع فصول السنة.

## الموارد الطبيعية
تعتبر قرية كحلا غنية بالموارد الطبيعية مثل:
1. الصيد مثل الأرانب البرية والحباري والوبران
2. المياه العذبة الصالحة للشرب
3. الأشجار الخاصة بالتداوي مثل شجر المر والقفل الروح العيدة ، العتم البري، والنقم والذي تُداوَى به الحمى.
4. المراعي الخصبة
5. الاماكن والمنتزهات الجميلة